# Gran Premio di Gran Bretagna 1970
Il Gran Premio di Gran Bretagna 1970,  XXIII RAC British Grand Prix e settima gara del campionato di Formula 1 del 1970, si è svolto il 18 luglio sul Circuito di Brands Hatch ed è stato vinto da Jochen Rindt su Lotus-Ford Cosworth.

## Qualifiche
| Pos | No | Pilota               | Costruttore        | Squadra                           | Tempo  | Gap  |
| --- | -- | -------------------- | ------------------ | --------------------------------- | ------ | ---- |
| 1   | 5  | Jochen Rindt         | Lotus-Ford         | Gold Leaf Team Lotus              | 1:24.8 |      |
| 2   | 17 | Jack Brabham         | Brabham-Ford       | Motor Racing Developments Ltd     | 1:24.8 | -    |
| 3   | 3  | Jacky Ickx           | Ferrari            | Scuderia Ferrari SpA SEFAC        | 1:25.1 | +0.3 |
| 4   | 23 | Jackie Oliver        | BRM                | Yardley Team BRM                  | 1:25.6 | +0.8 |
| 5   | 9  | Denny Hulme          | McLaren-Ford       | Bruce McLaren Motor Racing        | 1:25.6 | +0.8 |
| 6   | 4  | Clay Regazzoni       | Ferrari            | Scuderia Ferrari SpA SEFAC        | 1:25.8 | +1.0 |
| 7   | 6  | John Miles           | Lotus-Ford         | Gold Leaf Team Lotus              | 1:25.9 | +1.1 |
| 8   | 1  | Jackie Stewart       | March-Ford         | Tyrrell Racing Organisation       | 1:26.0 | +1.2 |
| 9   | 26 | Mario Andretti       | March-Ford         | STP Corporation                   | 1:26.2 | +1.4 |
| 10  | 18 | Rolf Stommelen       | Brabham-Ford       | Auto Motor Und Sport              | 1:26.3 | +1.5 |
| 11  | 7  | Jean-Pierre Beltoise | Matra              | Equipe Matra Elf                  | 1:26.5 | +1.7 |
| 12  | 10 | Dan Gurney           | McLaren-Ford       | Bruce McLaren Motor Racing        | 1:26.6 | +1.8 |
| 13  | 8  | Henri Pescarolo      | Matra              | Equipe Matra Elf                  | 1:26.7 | +1.9 |
| 14  | 27 | Ronnie Peterson      | March-Ford         | Colin Crabbe Racing               | 1:26.8 | +2.0 |
| 15  | 2  | François Cevert      | March-Ford         | Tyrrell Racing Organisation       | 1:26.8 | +2.0 |
| 16  | 22 | Pedro Rodríguez      | BRM                | Yardley Team BRM                  | 1:26.9 | +2.1 |
| 17  | 24 | George Eaton         | BRM                | Yardley Team BRM                  | 1:26.9 | +2.1 |
| 18  | 16 | Chris Amon           | March-Ford         | March Engineering                 | 1:27.0 | +2.2 |
| 19  | 11 | Andrea De Adamich    | McLaren-Alfa Romeo | Bruce McLaren Motor Racing        | 1:27.1 | +2.3 |
| 20  | 20 | John Surtees         | Surtees-Ford       | Team Surtees                      | 1:27.7 | +2.9 |
| 21  | 15 | Jo Siffert           | March-Ford         | March Engineering                 | 1:28.0 | +3.2 |
| 22  | 28 | Emerson Fittipaldi   | Lotus-Ford         | Gold Leaf Team Lotus              | 1:28.1 | +3.3 |
| 23  | 14 | Graham Hill          | Lotus-Ford         | Brooke Bond Oxo Racing/Rob Walker | 1:28.4 | +3.6 |
| 24  | 29 | Pete Lovely          | Lotus-Ford         | Pete Lovely Volkswagen Inc        | 1:30.3 | +5.5 |
| 25  | 25 | Brian Redman         | De Tomaso-Ford     | Frank Williams Racing Cars        | 1:32.8 | +8.0 |

## Gara
Così come già accaduto nel GP di Monaco, anche in questa gara Jochen Rindt befferà Jack Brabham all'ultimo giro: a 12 giri dal termine l'australiano sorpassa l'austriaco e a una tornata dal termine ha ben 15 secondi di vantaggio, ma a poche curve dalla conclusione rimane senza benzina e viene nettamente superato dal rivale.
| Pos | No | Pilota               | Costruttore        | Giri | Tempo/Ritiro        | Pos. Griglia | Punti |
| --- | -- | -------------------- | ------------------ | ---- | ------------------- | ------------ | ----- |
| 1   | 5  | Jochen Rindt         | Lotus-Ford         | 80   | 1:57:02.0           | 1            | 9     |
| 2   | 17 | Jack Brabham         | Brabham-Ford       | 80   | + 32.9              | 2            | 6     |
| 3   | 9  | Denny Hulme          | McLaren-Ford       | 80   | + 54.4              | 5            | 4     |
| 4   | 4  | Clay Regazzoni       | Ferrari            | 80   | + 54.8              | 6            | 3     |
| 5   | 16 | Chris Amon           | March-Ford         | 79   | + 1 Giro            | 18           | 2     |
| 6   | 14 | Graham Hill          | Lotus-Ford         | 79   | + 1 Giro            | 23           | 1     |
| 7   | 2  | François Cevert      | March-Ford         | 79   | + 1 Giro            | 15           |       |
| 8   | 28 | Emerson Fittipaldi   | Lotus-Ford         | 78   | + 2 Giri            | 22           |       |
| 9   | 27 | Ronnie Peterson      | March-Ford         | 72   | + 8 Giri            | 14           |       |
| NC  | 29 | Pete Lovely          | Lotus-Ford         | 69   | Non Classificato    | 24           |       |
| Ret | 10 | Dan Gurney           | McLaren-Ford       | 60   | Pressione dell'olio | 12           |       |
| Ret | 22 | Pedro Rodríguez      | BRM                | 58   | Incidente           | 16           |       |
| Ret | 23 | Jackie Oliver        | BRM                | 54   | Motore              | 4            |       |
| Ret | 1  | Jackie Stewart       | March-Ford         | 52   | Frizione            | 8            |       |
| Ret | 20 | John Surtees         | Surtees-Ford       | 51   | Pressione dell'olio | 20           |       |
| Ret | 8  | Henri Pescarolo      | Matra              | 41   | Incidente           | 13           |       |
| Ret | 7  | Jean-Pierre Beltoise | Matra              | 24   | Ruota               | 11           |       |
| Ret | 26 | Mario Andretti       | March-Ford         | 21   | Sospensione         | 9            |       |
| Ret | 15 | Jo Siffert           | March-Ford         | 19   | Sospensione         | 21           |       |
| Ret | 6  | John Miles           | Lotus-Ford         | 15   | Motore              | 7            |       |
| Ret | 24 | George Eaton         | BRM                | 10   | Pressione dell'olio | 17           |       |
| Ret | 3  | Jacky Ickx           | Ferrari            | 6    | Trasmissione        | 3            |       |
| Ret | 11 | Andrea De Adamich    | McLaren-Alfa Romeo | 0    | Perdita di benzina  | 19           |       |
| DNS | 18 | Rolf Stommelen       | Brabham-Ford       | 0    | Non partito         | 10           |       |
| DNS | 25 | Brian Redman         | De Tomaso-Ford     | 0    | Non partito         | 25           |       |

## Statistiche
Piloti
- 5ª vittoria per Jochen Rindt
- 31º e ultimo podio per Jack Brabham
- 12º e ultimo giro più veloce per Jack Brabham
- 1º Gran Premio per Emerson Fittipaldi
- Ultimo Gran Premio per Dan Gurney

Costruttori
- 40° vittoria per la Lotus
- 1º Gran Premio per la Surtees

Motori
- 32° vittoria per il motore Ford Cosworth

Giri al comando
- Jacky Ickx (1-6)
- Jochen Rindt (7-68, 80)
- Jack Brabham (69-79)

## Classifiche

### Piloti
| Pos. | Pilota               | Punti |
| ---- | -------------------- | ----- |
| 1    | Jochen Rindt         | 36    |
| 2    | Jack Brabham         | 25    |
| 3    | Jackie Stewart       | 19    |
| 4    | Denny Hulme          | 16    |
| 5    | Chris Amon           | 14    |
| 6    | Pedro Rodríguez      | 10    |
| 7    | Jean-Pierre Beltoise | 9     |
| 8    | Henri Pescarolo      | 7     |
| 9    | Graham Hill          | 7     |
| 10   | Bruce McLaren        | 6     |
| 11   | Clay Regazzoni       | 6     |
| 12   | Mario Andretti       | 4     |
| 13   | Jacky Ickx           | 4     |
| 14   | Ignazio Giunti       | 3     |
| 15   | John Miles           | 2     |
| 16   | Johnny Servoz-Gavin  | 2     |
| 17   | Rolf Stommelen       | 2     |
| 18   | John Surtees         | 1     |
| 19   | Dan Gurney           | 1     |

### Costruttori
| Pos. | Team         | Punti |
| ---- | ------------ | ----- |
| 1    | Lotus-Ford   | 41    |
| 2    | March-Ford   | 33    |
| 3    | Brabham-Ford | 27    |
| 4    | McLaren-Ford | 23    |
| 5    | Matra        | 15    |
| 6    | BRM          | 10    |
| 7    | Ferrari      | 10    |